# Pic Smith
Pour les articles homonymes, voir Smith.
Le pic Smith (en anglais : Smith Peak) est un sommet de la Sierra Nevada, aux États-Unis. Il culmine à 2 363 mètres d'altitude dans le comté de Tuolumne, en Californie. Il est protégé au sein de la Yosemite Wilderness, dans le parc national de Yosemite.